# Уммо

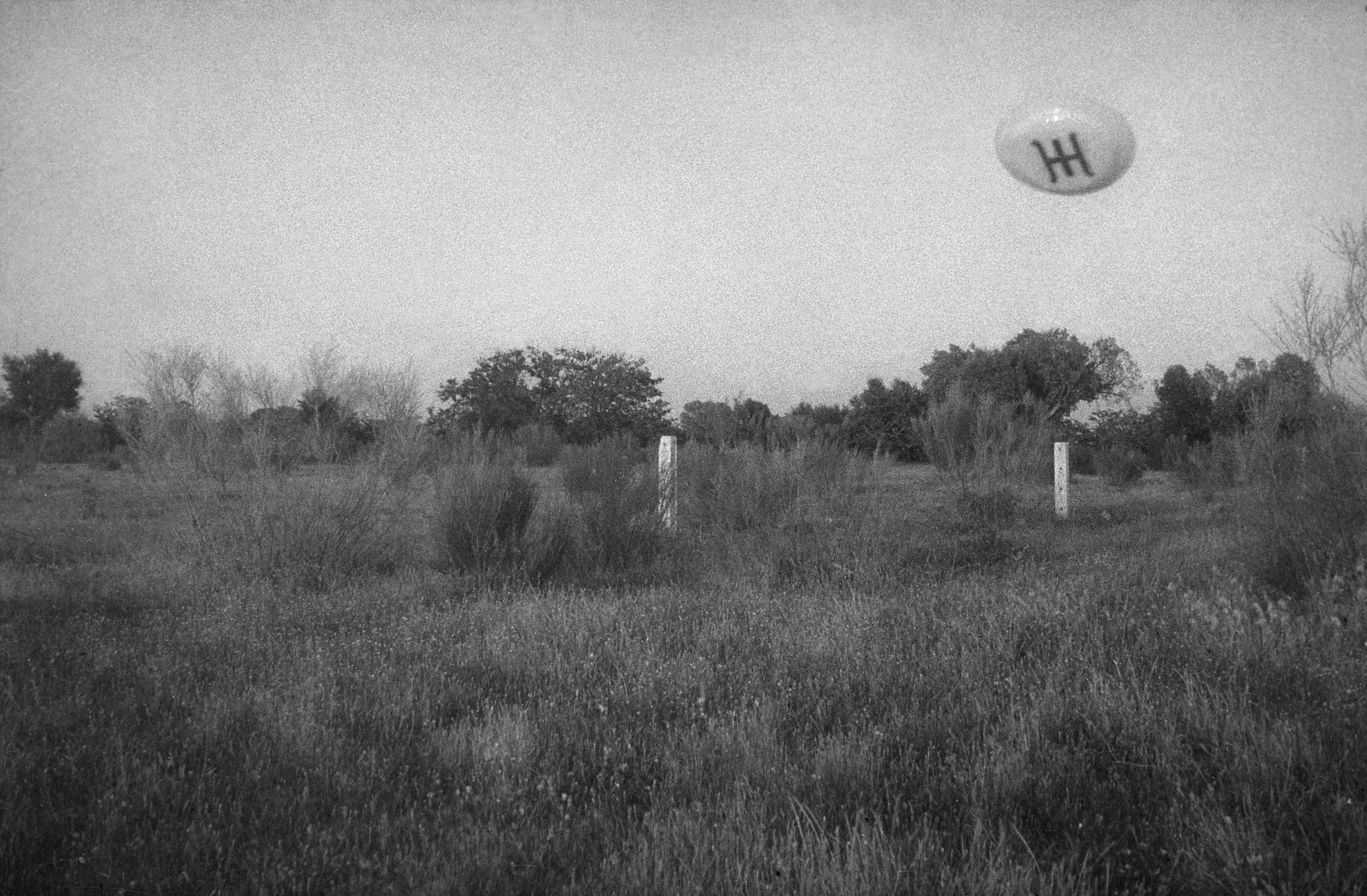
Фотография «корабля Уммо», опубликованная 1 июня 1967 года. На нижней поверхности — характерный знак

Уммо́ (исп. Ummo, фр. Oummo) — гипотетическая планета из системы в созвездии Девы, населённая похожими на землян обитателями, от имени которых с 1966 года разным лицам рассылались письма, написанные на земных языках c элементами ранее не известного «уммитского». Ответственность за инициацию этого проекта взял на себя в 1992 или 1993 году Хосе Луис Хордан Пенья (исп. José Luis Jordán Peña), позднее заявивший, что действовал по просьбе самих уммитов. «Феномен Уммо» в 1960—1970-е годы занимал определённое место в общественном сознании Франции и Испании, на территории которых в основном и развивался (исключением являются инцидент с НЛО в Воронеже с символом Уммо). В XXI веке интерес к феномену в соответствующих кругах снизился.
Ряд уфологов утверждает, что вопрос может оказаться сложнее. Большая часть материалов по проблеме Уммо (в основном на французском языке) содержится на сайте www.ummo-sciences.org. Сайт поддерживается анонимной группой энтузиастов, утверждающих, что феномен заслуживает внимания независимо от того, является он мистификацией или нет. Письма уммитов содержат информацию о Вселенной и космосе, веровании, человеке и технологиях. Согласно сайту, последнее письмо, полученное по почте, датируется 2009 годом, и с лета 2012 года уммиты пользуются для контактов «Твиттером».
Согласно январскому сообщению 2018 года, число уммитов, находившихся на Земле и занятых экспедиционными работами, достигало максимально разрешённого для них числа в 240 человек. В январском твит-сообщении 2020 года уммиты уведомили о приземлении 18 декабря 24 летательных аппаратов с 432 новыми экспедиционерами; а также об их планах на ближайшие годы: 2023—2027 — прибытие на Землю уже второго их иерарха («UMMOAELEWE») для подготовки официального контакта.

## Сообщения об Уммо 1966 года
По мнению писателя Майка Даша, начало феномену Уммо было положено 6 февраля 1966 года в Мадриде. В этот день Х. Хордан Пенья сделал заявление о близком контакте I степени (по классификации А. Хайнека). Он увидел

«…огромный круглый объект с тремя опорами, на нижней поверхности которого можно было наблюдать примечательное изображение: три вертикальные линии (крайние из них — с завитками), соединённых горизонтальной».
Сообщение Пенья вызвало некоторый ажиотаж в Испании. Вскоре некий мадридский автор книг об НЛО получил по почте несколько фотографий в анонимной бандероли. На фотографиях был запечатлен объект, подобный виденному Пенья, на днище которого имелась та самая пиктограмма.
Через несколько недель испанский контактёр Фернандо Сесма (Fernando Sesma) стал участником феномена, получив объёмные документы, отпечатанные на машинке. Их авторы называли себя «уммитами» и якобы были представителями внеземной расы. Письма обычно вводились стандартной фразой: «Мы осознаём, насколько трансцендентно то, о чём мы сообщаем…» (фр. Nous sommes conscient de la transcendance de ce que nous allons vous dire.)
В течение 1966 года множество людей (главным образом, в Мадриде) получили анонимно более 260 писем от «уммитов». Общий их объём превышал 1000 машинописных листов. «Визитной карточкой» документов Уммо было то, что каждая страница была проштемпелёвана упоминавшейся пиктограммой сиреневого цвета. Новые документы Уммо продолжали появляться и через десятилетие, в частности, письма были адресованы Ж. Валле и французскому популяризатору науки Жан-Пьеру Пети (фр. Jean-Pierre Petit), работающему в CNRS (Centre National de la Recherche Scientifique).
В посланиях «уммиты» описывают историю своего пребывания на Земле. Якобы, жители Уммо высадились на Земле впервые 28 марта 1950 года в Южной Франции, а именно в Прованских Альпах, в окрестностях Динь-ле-Бен (фр. Digne-les-Bains). В сообщениях упоминаются три космических корабля с небольшим числом исследователей (шестеро, из них две «женщины») с планеты Уммо. Также описывается, каким образом была обнаружена наша планета, анализируются наши обычаи, язык и описывается ряд научных работ, проведенных «уммитами».

## Ситуация в 2000-е годы
В 2003 году вышла книга «Уммо: истинные иноземляне» (фр. «Ummo, de vrais extraterrestres») некоего Жана Польона (Jean Pollion, видимо, псевдоним), анализирующая язык и мышление уммитов. Автор указывает, что язык Уммо отличается от любого земного языка и принадлежит ранее неизвестной группе «функциональных языков». Особенность языка Уммо — отсутствие словаря и грамматики. Достаточно знать 18 символов (Польон назвал их soncepts). В сочетании они позволяют дать некое описание предмета или ситуации, которую передаёт носитель данных символов.
К началу 2000 годов было обнародовано около 1300 страниц (формата А4) документов на языке Уммо (всего 211 документов), содержание которых не повторяется, однако, по некоторым данным, таких документов намного больше. В послании 1988 года сообщалось о существовании 3850 страниц документов Уммо, а если считать копии, всего существует, вероятно, до 160 тыс. страниц документов Уммо. Их авторство остаётся неизвестным, но, определённо, не может принадлежать одному человеку. Последние послания на бумаге были получены во Франции и Испании в 2009 году, с 2012 года сообщения стали поступать через Твиттер
Вне Франции и Испании уфологи отнеслись к Уммо скептически. С одной стороны, фотографии были изобличены как подделка, в то же время содержание документов Уммо намного сложнее, чем обычная контактёрская информация. Однако в этих документах не содержалось ничего, что указывало бы на превосходство над уровнем развития земной цивилизации. Тем не менее, мистификация такого масштаба требует значительного интеллектуального труда.

## Содержание документов Уммо
По сообщениям «уммитов», они высадились на Земле в 1950 г., это была маленькая исследовательская группа. Целью экспедиции было исследование земной биосферы, атмосферы, и, по возможности, культуры. Как сообщали «уммиты», о существовании Земли им стало известно случайно, благодаря радиосообщению (азбукой Морзе), переданному в 1934 г. каким-то норвежским судном. «Уммиты» также передают координаты и параметры собственной звёздной и планетной систем, включая гравитацию, элементы орбиты, период обращения, их размеры, а также данные о звезде Юмма (отождествляемой уфологами со звездой Вольф 424) По Ж. Валле, координаты Юммы не совпадают с Вольф 424. Юмма, по Валле, находится близ Северного полюса Галактики, но в указанном месте нет никаких небесных тел. (В позднейших посланиях появились сообщения, что якобы Юмма окружена облаком космической пыли, но современные методы рентгеновской и инфракрасной астрономии позволили проверить это утверждение. Оно оказалось ложным.)
Наибольшим сюрпризом для «уммитов» оказалось огромное культурное и социальное разнообразие, царящее на Земле, а также общественная неустроенность. Цивилизация Уммо старше земной. «Уммиты» стали скрываться, и отказались от вмешательства в техническое и общественное развитие Земли. После высадки Н. Армстронга на Луне, в адресованном ему поздравлении (1969) указывалось, что «уммиты» намерены покинуть Землю. Сообщения от Уммо приходили и позднее: так, в 1989 г. «они» обвинили американцев в создании вируса СПИД.
Приблизительно 15 посланий описывают жизнь на планете Уммо, со многими подробностями и иллюстрациями. Характер общества «уммитов» определяется термином «социальная сеть»; это сложная система с обратной связью, в которой каждый человек — узел, подобный нейрону головного мозга, а межчеловеческие отношения рассматриваются как рефлекторная дуга. (Подобная модель общества была предложена И. А. Ефремовым в романе «Туманность Андромеды»). Описывается также повседневная жизнь: жилища, важность запахов в культуре Уммо, линии доставки (наподобие описанной А. и Б. Стругацкими в романе «Полдень, XXII век»), кулинария и пища, работа, игры, искусство, брак и семья, способы передвижения, система образования, психология, концепция Бога, даже история Уммо, система управления планетой, а также сведения о других планетах, на которых существует жизнь. М. Даш обратил внимание на то, что письма, где излагается социальная система «уммитов», заметно тяготеют к левой идеологии и фразеологии.
Философия и теология «уммитов» подробно рассмотрены в их письмах, и представляют собой разновидность кантианства. Описываются также мораль и этика, учение о свободной воле человека, роль человека во вселенной, эсхатология, душа человека, коллективное бессознательное (в терминологии Уммо — «общая душа»).
Некоторые послания касаются проблем Земли, включая аборты, угнетение женщин мужчинами, а также пробелов, которые «уммиты» усматривают в нашей системе управления и образования.
В посланиях «уммитов» много научной информации, включая изложение проблем сетевой теории (она же — теория графов), астрофизики, космологии, единой теории поля, эволюции. Большая часть этой информации является пара- или псевдонаучной. Впрочем, Ж. Валле и Джером Кларк отмечали, что никаких существенных «прорывов» даже в точной информации нет, и она походит на научно-технический комментарий к фантастическому роману, написанному в 1960-е гг, но опубликованному только в 1990-е гг. Ж. Валле, кроме того, заметил, что комплекс документов Уммо напоминает модель мироздания, описанную в новелле Борхеса «Тлён, Укбар, Orbis Tertius».

## Объяснение феномена
Были предложены несколько объяснений:
- Послания Уммо — действительно послания инопланетян. Главное основание для опровержения этой версии: «уммиты» не сказали ни слова про феномен НЛО, с которым казус Уммо тесно связан. Также нет информации, принципиально выходящей за пределы земных представлений о мироздании.
- Послания Уммо — дело рук спецслужб, например, ЦРУ или КГБ, однако в этом случае непонятны мотивы и конечные цели распространения информации. Отсутствуют внятные доказательства данной версии.
  - Вариант той же гипотезы в рамках теории заговора: послания Уммо сфальсифицированы спецслужбами с целью выявления учёных, действительно являющихся контактёрами. Далее начинается борьба с «предателями Земли» или охота за внеземными технологиями… (апологетом данной «теории» был Р. Марик).
- М. Даш отмечает, что послания Уммо могли быть продуктом деятельности левой группы (групп), не имеющей (-щих) во франкистской Испании другого способа выражения своих взглядов.
- Послания Уммо могут быть продуктом деятельности одной или нескольких религиозных сект. Эта версия почти сразу же опровергается тем, что ни в одном из посланий нет никаких описаний ритуалов, сопряжённых с заявленными философскими концепциями.
- Самая популярная в настоящее время версия: послания Уммо — сложная коллективная мистификация, созданная усилиями студентов и молодых учёных. Х. Хордан Пенья в 1992 году заявил, что именно он был инициатором этой мистификации. Впрочем, знающие его исследователи полагают, что у него было недостаточно образования, чтобы стать автором-инициатором столь сложной мистификации.

## Влияние на массовую культуру
- Некоторые ссылки на Уммо появляются в третьем сезоне сериала «Остаться в живых».
- Феномен Уммо породил в Боливии малопопулярный и малоизвестный культ, чьи адепты величают себя «дочерьми Уммо»[7].

В целом феномен Уммо не был воспринят массовой культурой в связи со сложностью передаваемой информации и недостаточной внешней эффектностью описываемого общества.
В 2016 году во Франции издан роман Сандрины Бюзен (Sandrine Buzin) «L’astre froid du carré» («Холодная астра квадрата») — под названием, данным уммитами планете Земля.
Написанная в 2017 году повесть омского фантаста Николая Горнова «Убей в себе космонавта» включает своеобразный пересказ истории уммитов на Земле. По интерпретации автора, уммиты после приземления в Альпах «в ближайшей деревне взяли такси до Марселя», теракт в аэропорту Вены 27 декабря 1985 года, в котором пострадали два уммита, пересказан как теракт в Барселоне 1974 года, а французский физик Жан-Пьер Пети назван Жан-Пьером Летти.